# Naturschutzgebiet Tiefe Hohl – Kottensiepen (Olsberg)
Das Naturschutzgebiet Tiefe Hohl – Kottensiepen mit einer Größe von 20,6 ha liegt im Oberen Arnsberger Wald nördlich, östlich und südlich von Grimlinghausen im Stadtgebiet von Olsberg im Hochsauerlandkreis. Das Gebiet wurde 2004 mit dem Landschaftsplan Olsberg durch den Hochsauerlandkreis als Naturschutzgebiet (NSG) ausgewiesen. Südlich und nordwestlich grenzt direkt die Gemeinde Bestwig an. Im Gemeindegebiet Bestwig gibt es angrenzend das gleichnamige Naturschutzgebiet Tiefe Hohl – Kottensiepen (Bestwig).

## Gebietsbeschreibung
Beim NSG handelt es sich um die Bäche Kottensiepen und Tiefe Hohl mit Aue. Die Aue wird von Grünland eingenommen. Teile des Grünlandes im NSG sind brach gefallen. Ein Teil des Grünlandes ist Feucht-, Nass- und Magergrünland. Entlang der Bäche wachsen hauptsächlich Roterlen. Im NSG kommen seltene Tier- und Pflanzenarten vor.

## Schutzzweck
Das NSG soll die Bäche mit Aue und deren Arteninventar schützen.
Wie bei allen Naturschutzgebieten in Deutschland wurde in der Schutzausweisung darauf hingewiesen, dass das Gebiet „wegen der Seltenheit, besonderen Eigenart und Schönheit des Gebietes“ zum Naturschutzgebiet wurde.